# Chelostoma styriacum
Chelostoma styriacum är en biart som beskrevs av schwarz, Gusenleitner och > 1999. Chelostoma styriacum ingår i släktet blomsovarbin, och familjen buksamlarbin. Inga underarter finns listade i Catalogue of Life.